# Jesús Mena
Jesús Mena, född den 28 maj 1968 i Gómez Palacio, är en mexikansk simhoppare.
Han tog OS-brons i höga hopp i samband med de olympiska simhoppstävlingarna 1988 i Seoul.